# Pawel Brendler
Pawel Brendler (* 19. Januar 1983 in Świdnik) ist ein deutscher Wasserspringer.
Pawel Brendler startet für den Berliner TSC, wo er von Jan Kretzschmar trainiert wird. Der Sportsoldat startet sowohl als Einzelspringer als auch im Synchron-Doppel mit Florian Fandler. 2007 holte das Team bei den Deutschen Freiluftmeisterschaften den Vizemeistertitel hinter Sascha Klein und Patrick Hausding. Kurz zuvor belegten sie Platz sechs beim Grand Prix in Montreal. Bei den Hallenmeisterschaften 2008 gewann er Silber hinter Norman Becker vom Turm. Hinter Klein/Hausding belegte er auch im Synchronspringen mit Partner Fandler den Silberrang. Brendler war für die Olympischen Spiele 2008 in Peking nominiert, kam aber nicht zum Einsatz.